# 미류수호조약
미류수호조약 혹은 유미수호조약(일본어: 琉米修好条約, 영어: Convention between the Lew Chew Islands and the United States of America)은 1854년 7월 11일에 미국이 류큐국과 체결한 조약이다. 일본 측의 공식 명칭은「亜米利加合衆国琉球王国政府トノ定約」이며, 일반적으로 유미조약(琉米条約)으로 생략된다.

## 체결까지의 경위

### 1853년
- 5월 26일에 매튜 C. 페리가 서스케하나호 외 3척을 이끌고 처음으로 나하 항에 내항했다.
- 5월 28일에 페리는 총리관인, 마부니 촌(摩文仁村)의 안지(按司)로 있던 상대모(尚大模)와 처음으로 회견했다.
- 6월 6일에는 슈리성을 방문하여 슈리성 북전(北殿)에서 총리관 등과 회견했다. 후에 이에 대한 책임을 들어 상대모는 총리관을 사임하고 있다.
- 6월 8일에 페리는 국왕 등에게 물품을 증여하고, 6월 9일에는 미시시피호를 남기고 오가사와라 제도로 출항했다.
- 6월 18일 오가사와라 제도에서 나하로 귀항한 페리는, 함대에의 자재 공급을 마친 7월 2일 서플라이호를 나하 항에 남기고 군함 4척을 이끌고 우라가를 향하여 출항했다. 이때 우라가로 향했던 4척과는 별도로 키프라이스호는 상해로 향했다.
- 7월 25일 밀러드 필모어 대통령의 친서를 에도 막부에 전한 페리는 우라가로부터 귀항하여 자재를 공급하고, 류큐 측에게 성규사(聖現寺)의 1년간 임대 및 그 협정으로, 약 5, 600톤의 석탄을 저장할 수 있는 시설의 건설 및 그 시설의 타당한 금액으로의 대여, 정리(偵吏)의 추적을 금지, 시장을 세워 교역을 자유롭게 하는 것의 4가지 조항을 요구해 이것을 승낙 받고 8월 1일에 홍콩을 향하여 출항했다.

### 1854년
- 1월 21일에 페리가 군함 3척을 이끌고 다시 내항해 재차 슈리성을 방문하여 자재 등을 공급하고, 2월 7일 에도를 향하여 출항했다.
- 7월 1일 페리는 일본과 미일화친조약을 체결한 후 내항했다.
- 7월 7일에는 류큐와의 조약 체결을 향한 본격적인 교섭을 시작한다. 다음날 협의가 열려 조약안에 수정을 가하고, 조약에 관한 류큐 측의 회답 기한을 명후일인 7월 10일로 했다.
- 7월 10일에 다시 협의하여 조약 수정안을 승인하고, 류큐 측은 조약을 승낙한다고 답하여, 다음날 조인하는 것으로 결정되어 1854년 7월 11일에 매슈 페리 제독과 상굉훈(尚宏勲)들이 조인한다. 조인서는 한자(류큐국의 외교상의 문서는 한자)와 영어의 2통을 작성하여 교환했다.
- 7월 13일에는 한통을 더 작성했다.

### 전권
- 미국 : 매튜 C. 페리
- 류큐국 : 상굉훈, 마량재(馬良才)

## 내용
(제1조) 자유무역
(제2조) 미국 선박에 대한 땔감과 물의 제공
(제3조) 미국 배로부터의 표류민 구조
(제4조) 미국에 영사재판권을 인정
(제5조) 미국인 묘지를 설치 및 보호
(제6조) 류큐국의 수로 안내에 관한 규정
(제7조) 미국 선박에 땔감과 물의 제공에 관한 비용 등

## 보충
1854년 10월 29일에 사쓰마번으로부터 제1조의 조문 변경을 명령 받았지만 수정되지는 않았다.
이하, 원문과 사쓰마 번이 낸 수정문안을 게재

### 원문
一、此後合衆國人民到琉球，須要以禮厚待，和睦相交。其國人要求買物，雖官雖民，亦能以所有之物而賣之。官員無得設例阻禁百姓。凡一支一收，須要兩邊公平相換。

### 수정문안
※진하게 표시된 부분이 수정된 부분
一、此後合衆国人民到琉球須要以禮厚待和睦相交其國人欲買物則雖市店之品物達官所買貨者名記于品之若賣貨者以其物送官所以價銭與官吏而後品物交易專可司令官吏預聞雖阻禁私議而己凢一支一收須要兩公邊公平相換

## 당 조약에 대한 일본 정부의 공식 견해
사쓰마 번의 부용국인 한편 청에 조공하는 청일 양측에 속한 류큐국이, 국제법 상의 주체가 될 수 있는 것인지, 또 그와 같은 류큐국이 외국과 맺은 조약에 유효성이 있는 것인지 대한 해석은 곤란하다.
2006년, 스즈키 무네오 중의원 의원이 이 건에 대하여 정부 견해를 바로 잡았지만, 일본이 주체가 되어 맺은 조약은 아니기 때문에, 확정적인 것은 말할 수 없다, 고 답변했다.
당 조약의 유효성은 확정적인 것은 아니지만, 1879년 일본 제국의 류큐 처분에 의해 류큐국이 멸망한 것으로서 당 조약은 효력을 상실하게 되었다고 여겨진다.

## 같이 보기
- 불평등 조약
- 미일 화친 조약